# Ли-Райт, Дженни
Дженни Ли-Райт (англ. Jenny Lee-Wright; род. 21 февраля 1947 года в Лондоне, Великобритания) — британская актриса
 и танцовщица
, впоследствии работавшая шумовиком.

## Биография
В 16 лет оставила школу и стала заниматься в балетной труппе Рамберт. Через год стала участницей французского кабаре, путешествовавшего по миру. По возвращении в Англию поступила в танцевальную труппу Лайонела Блэра, после чего стала заниматься актёрским мастерством, работая с такими комиками, как Моркемб и Вайз, Дик Эмери, Спайк Миллиган, Фрэнки Хоуэрд, Томми Купер и Бенни Хилл. Принимала также участие в телешоу The Golden Shot, сериалах The Protectors и Masterspy (мисс Манипейкер — возможно, аллюзия на мисс Манипенни).
В 1970 году дебютировала в кино — сыграла роль Перл Биллингем в фильме Husbands («Мужья»). Её фильмография также включает в себя фильмы Madhouse («Сумасшедший дом») и The Triple Echo («Тройное эхо»). В 1986 году сыграла Марию Папандриус в ситкоме «Mind Your Language».
С начала семидесятых, помимо актёрства, стала работать шумовиком. Среди фильмов, в которых она принимала участие как специалист по шумовым эффектам — «My Left Foot» (1989), «Shakespeare in Love» (1998), «Muppet Treasure Island» (1996), «Die Another Day» (2002) и «The Phantom of the Opera» (2004) по одноимённому мюзиклу Эндрю Ллойда Уэббера. С 2009 года работает директором гостиницы в Суррее.

## Интересные факты
Упоминается в песне The Benny Hill Boogie рокабилли-группы Highliners (альбом Bound For Glory, 1989).